# Ardez
Ardez (německy zastarale Steinsberg) je bývalá samostatná obec ve švýcarském kantonu Graubünden, okresu Engiadina Bassa/Val Müstair, dnes součást obce Scuol. Nachází se v údolí Engadin, asi 40 kilometrů severovýchodně od Svatého Mořice a 28 kilometrů východně od Davosu v nadmořské výšce 1 467 metrů. Má zhruba 400 obyvatel.

## Historie

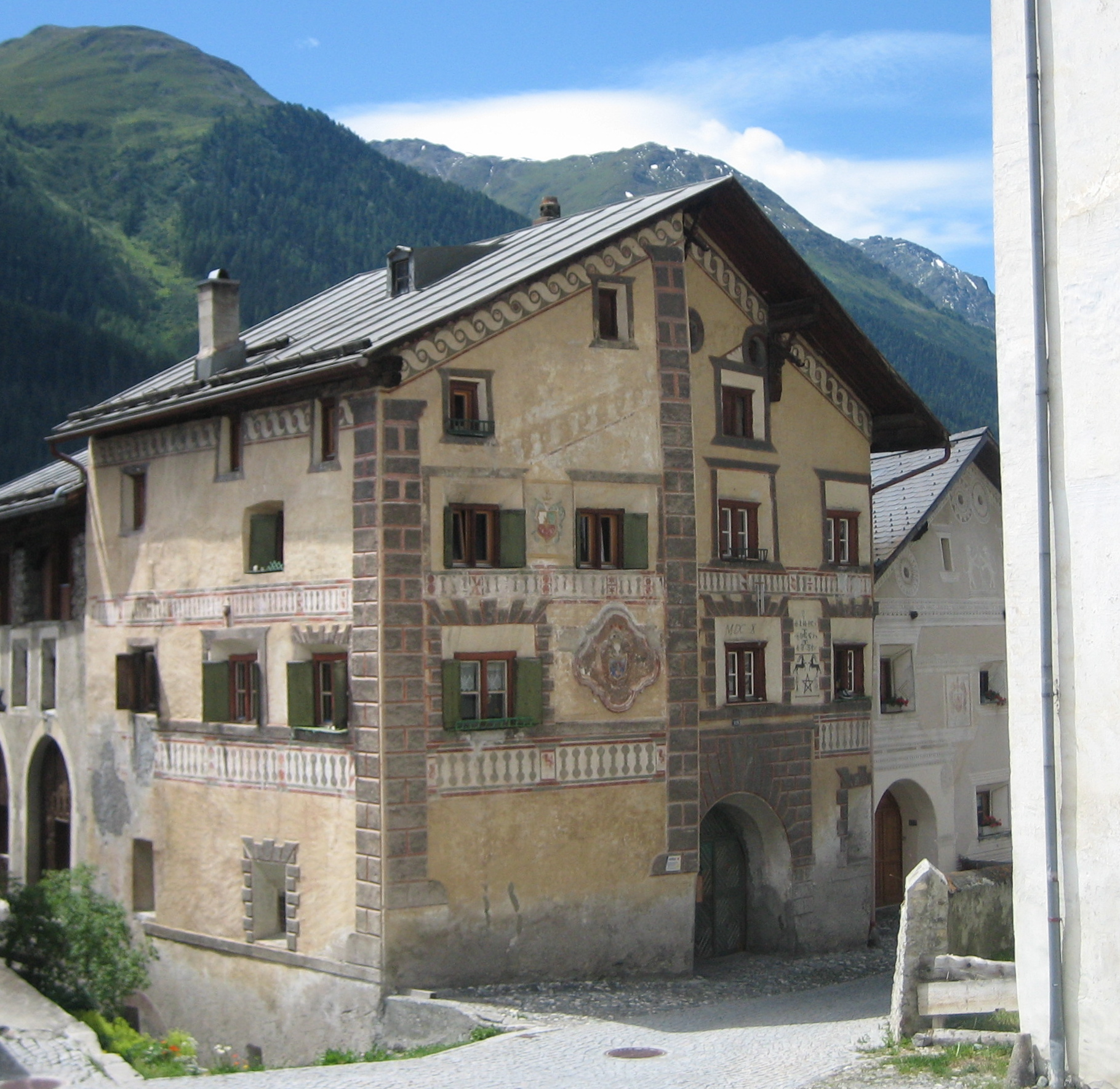
Tradiční architektura v obci

Pravěké nálezy byly nalezeny ve vesnici Bos-cha (mušlové kameny) a v osadě Chanoua (keramika kultury Fritzens-Sanzeno). Podle vykopávek byla oblast Suotchastè osídlena od pozdní doby bronzové (kultura Laugen-Melaun, 13. až 6. století př. n. l.) do mladší doby železné (Fritzens-Sanzeno, 5. až 1. století př. n. l.). Místní jména a písemný nález, který lze připsat kultuře Fritzens-Sanzeno, naznačují, že tvůrce příslušných artefaktů je třeba považovat za Réty ve smyslu antických pramenů. V roce 15 př. n. l. si je podrobili nevlastní synové císaře Augusta Drusus a Tiberius a v 1. století n. l. je začlenili do římské provincie Raetie. Svědčí o tom i římské nálezy v Ardezu.
První zmínka o Ardezu pochází z karolinského urbáře z doby kolem roku 900. Stavba hradu Steinsberg se pravděpodobně datuje do doby Karla Velikého. Páni de Ardetz zde sídlili v letech 1161 až 1310. V roce 1209 získal hrad churský biskup Reinher von Torre. Steinsberg se stal nejprve církevní tvrzí (Luziusstein; kostel sv. Luzi na hradním kopci) a od 12. století feudálním sídlem. Na ochranu práv a svobod založili obyvatelé v roce 1367 v Zernezu církevní unii. Během švábské války (Engadinské války) zničili Rakušané v roce 1499 vesnici Ardez a hrad.
K přestupu k reformaci došlo roku 1538. Kromě Ardezu patřily ke staré farnosti Ardez s právem křtu a pohřbívání také Guarda, Lavin, Susch a Galtür. Obyvatelé Galtüru pohřbívali své mrtvé na ardezském hřbitově. V zimě, když nebyl průsmyk Futschöl přístupný, pohřbívali mrtvé do sněhu a na jaře je přinesli do Ardezu.
V 16. století byla v Ardezu uchovávána vlajka dolního Engadinu. Obce měly vysokou míru suverenity. Když si páni (velmoži) přisvojili příliš velkou moc, chopili se sedláci v obcích zbraní a praporu („Fähnlilupf“), aby soudní cestou zajistili obnovení spravedlnosti.
V roce 1622 byl protestantský Ardez srovnán se zemí katolicko-rakouským velitelem Aloisem Baldironem. V roce 1652 se obyvatelé Ardezu vykoupili z Rakouska. V letech 1854–2014 byl Ardez samostatnou politickou obcí; od 1. ledna 2015 je po sloučení s dalšími obcemi součástí obce Scuol.
V roce 1975 byl Ardez v rámci Evropského roku památek spolu s obcemi Corippo, Murten a Martigny vybrán jako vzorová obec s příkladnou obnovou typických engadinských domů („Réalisation Exemplaire“).

## Geografie

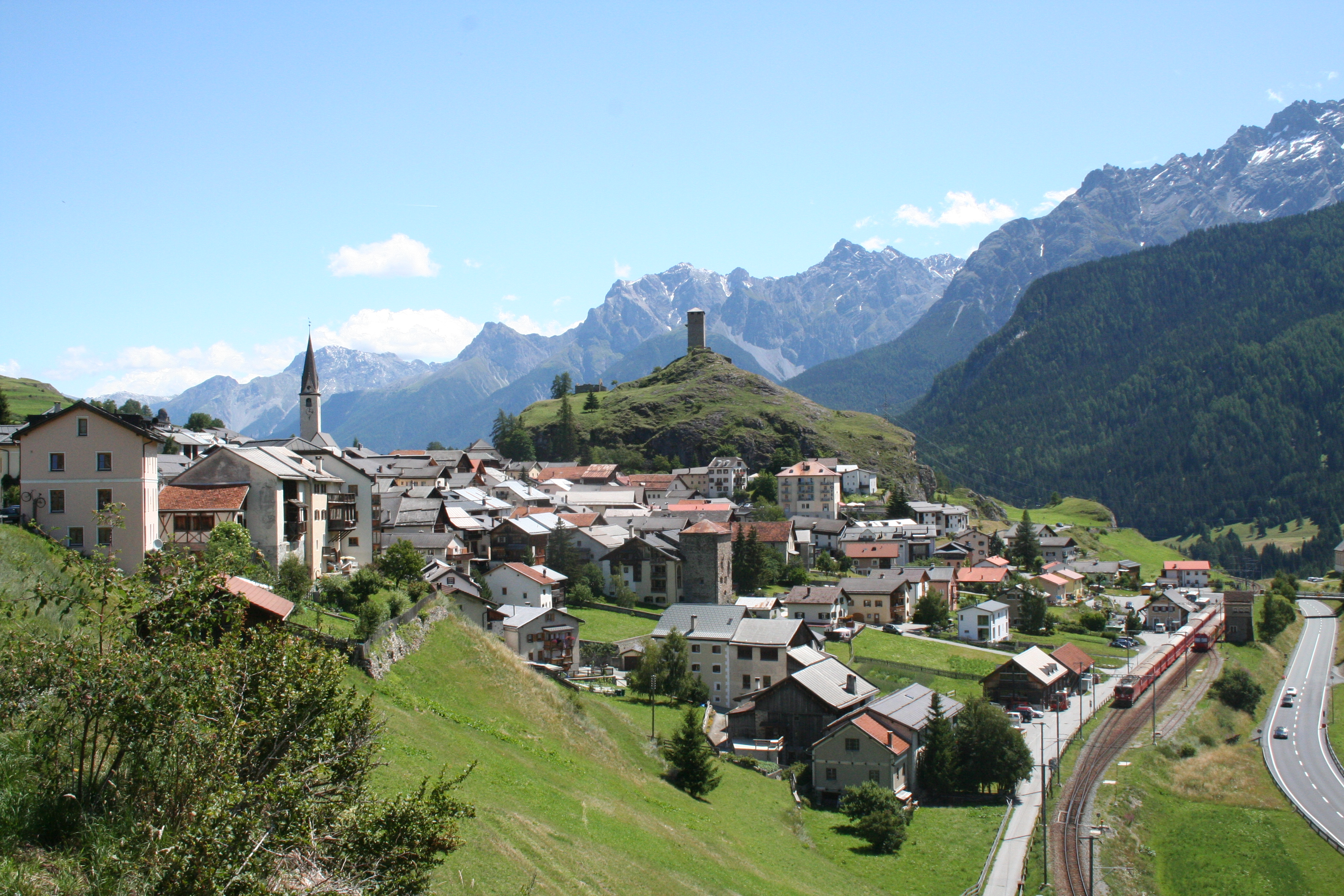
Panorama obce s dominantou, hradem Steinsberg

Ardez leží na levé straně údolí dolního Engadinu nad řekou Inn. Ardez zahrnuje osady Sur En (pravá strana údolí) a Bos-cha (mezi Ardezem a Guardou). Obec se rozkládá od rakouské hranice na severu (Gemsspitze, Hintere Jamspitze) až po hranici Švýcarského národního parku na jihu (Piz Sampuoir). Nejvyšším bodem bývalé obce je Piz Plavna Dadaint (3 166 m). Katastr Ardezu zahrnuje boční údolí Val Nuna a Val Sampuoir na jih od hostince a Val Tasna na severní straně údolí. Sousedními obcemi jsou Zernez a rakouská obec Galtür. Ještě kolem roku 1900 zasahoval katastr Ardezu až do Montafonu (Vorarlbersko) a Paznaunu (Tyrolsko).

## Obyvatelstvo
Vývoj počtu obyvatel byl poměrně stabilní. V roce 1780 zde žilo 531 obyvatel, v roce 1900 pak 612. Nejvyššího počtu dosáhla obec roku 1910 v souvislosti s výstavbou místní železnice, kdy zde žilo 1 005 obyvatel, a nejnižšího v roce 1980, kdy zde žilo 383 obyvatel. V současnosti má přibližně 400 obyvatel.

### Jazyky
Obyvatelé vesnice stále mluví převážně jazykem Vallader, což je dolnoengadinský dialekt rétorománštiny. Podporuje ji také obecní samospráva a místní škola. V roce 1990 tak 85 % obyvatel uvedlo, že rozumí rétorománštině, a v roce 2000 to bylo dokonce 89 %. Do roku 1900 byla obec téměř jednojazyčná (1880 94 %, 1900 opět
94 %). Od té doby tento podíl klesal, ale až do roku 1980 jen nepatrně (84 % v roce 1941, 83 % v roce 1980). Od 80. let 20. století se podíl německy mluvících osob výrazně zvýšil. Několik obyvatel také při sčítání uvedlo, že používá italštinu.
Vývoj v posledních desetiletích ukazuje následující tabulka:
| Jazyky v Ardezu |                   |                   |                   |                   |                   |                   |
| Jazyk           | Sčítání lidu 1980 | Sčítání lidu 1980 | Sčítání lidu 1990 | Sčítání lidu 1990 | Sčítání lidu 2000 | Sčítání lidu 2000 |
| Jazyk           | Počet             | Podíl             | Počet             | Podíl             | Počet             | Podíl             |
| Němčina         | 50                | 13,05 %           | 78                | 19,85 %           | 81                | 20,20 %           |
| Rétorománština  | 316               | 82,51 %           | 288               | 73,28 %           | 296               | 73,82 %           |
| Italština       | 17                | 4,44 %            | 26                | 6,62 %            | 12                | 2,99 %            |
| Počet obyvatel  | 383               | 100 %             | 393               | 100 %             | 401               | 100 %             |

### Osobnosti
- Nevin Galmarini (* 1986), švýcarský snowboardista a olympijský vítěz, žije v Ardezu

## Doprava

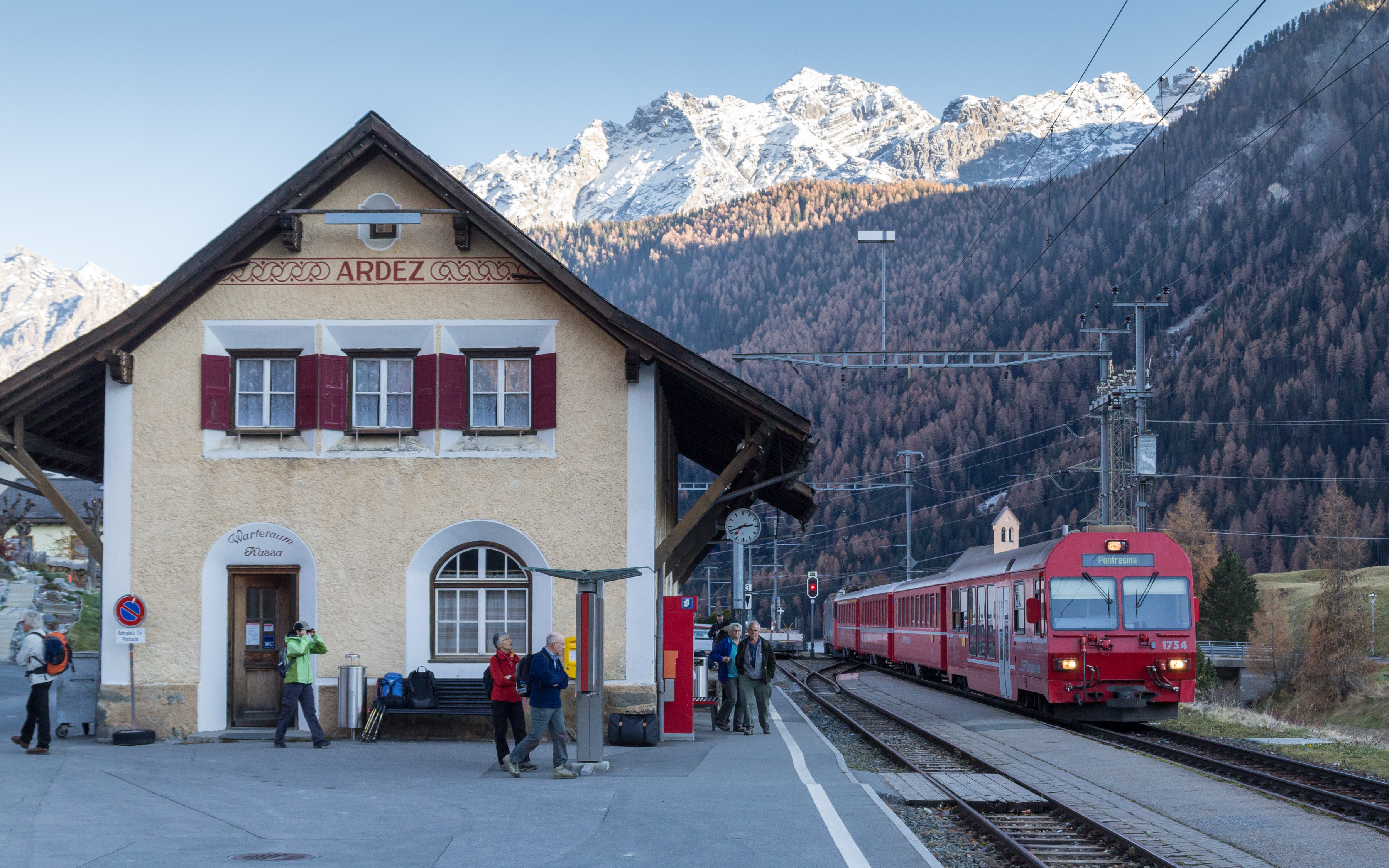
Železniční stanice Ardez s vlakem Rhétské dráhy

Ardez leží na železniční trati Bever – Scuol-Tarasp, vedoucí údolím Engadin. Trať provozuje Rhétská dráha.
Silniční spojení je zajištěno kantonální silnicí č. 27 (Svatý Mořic – Scuol – Rakousko), vedoucí obchvatem okolo obce se sjezdem do jejího centra.